# Збірна Суринаму з футболу
Збірна Суринаму з футболу — національна футбольна збірна, яка представляє Суринам у міжнародних футбольних матчах.
Станом на 3 квітня 2025 посідає 137-e місце у рейтингу футбольних збірних світу.

## Приналежність
Збірна Суринаму знаходиться у Південній Америці, проте не належить до складу КОНМЕБОЛа, а входить у північноамериканську  КОНКАКАФ.

## Історія
До незалежності Суринаму в 1975 році, збірна змагалася як національна збірна Нідерландської Гвіани.
В 1978 році Збірна Суринаму виграла, а в 1979 році зайняла друге місце в чемпіонаті CFU, крім того займала четверте місце вже Карибському кубку в 1994 і 1996 роках.

## Чемпіонати світу
- 1930 – 1958 — не брала участі
- 1962 – 1986 — не пройшла кваліфікацію
- 1990 — не брала участі
- 1994 – 2022 — не пройшла кваліфікацію

## Золотий кубок КОНКАКАФ
- 1963 – 1969 — не брала участі
- 1971 — відмова
- 1973 — не пройшла кваліфікацію
- 1977 — 6-е місце
- 1981 — не пройшла кваліфікацію
- 1985 — груповий етап
- 1989 — не брала участі
- 1991 — не пройшла кваліфікацію
- 1993 — відмова
- 1996 — не пройшла кваліфікацію
- 1998 — не брала участі
- 2000 – 2002 — не пройшла кваліфікацію
- 2003 — відмова
- 2005 – 2019 — не пройшла кваліфікацію
- 2021 — груповий етап
- 2023 — не пройшла кваліфікацію
- 2025 — груповий етап

## Відомі гравці
Велика кількість відомих гравців мають суринамське походження, зокрема: 
- Рууд Гулліт
- Франк Райкард
- Едгар Давідс
- Кларенс Зеедорф
- Патрік Клюйверт
- Джиммі Флойд Гассельбайнк
- Раян Бабел
- Найджел де Йонг
- Едсон Брафхейд
- Ройстон Дренте